# CD Castellón
Club Deportivo Castellón – hiszpański klub piłkarski, mający siedzibę w mieście Castelló de la Plana leżącym we wspólnocie autonomicznej Walencja.

## Historia
W 1911 utworzono pierwsze kluby w Castelló de la Plana. Były to „Deportivo”, „Castalia”, „Gimnástico”, „Cultural” i „Cervantes”. 20 lipca 1922 roku wszystkie połączyły się i stworzyły Club Deportivo Castellón. Sporadycznie (łącznie 11 razy) zespół występował w Primera División. W sezonie 1972/1973 zajął 5. miejsce, a także dotarł do finału Pucharu Hiszpanii. Po tym meczu gracz zespołu Vicente del Bosque odszedł do Realu Madryt.
W sezonie 2004/2005 CD Castellón występował w Segunda División B. Zajął w niej 4. miejsce, a po wygraniu baraży powrócił w szeregi Segunda División.

## Sukcesy
- Campeonato de Valencia: 2
  - 1928/29, 1929/30
- Segunda División: 3
  - 1940/41, 1980/81, 1988/89
- Segunda División B: 1
  - 2004/05
- Tercera División: 6
  - 1929/30, 1952/53, 1963/64, 1964/65, 1965/66, 1968/69
- Puchar Hiszpanii: 
  - finalista: 1972/1973

## Sezony
- 11 sezonów w Primera División
- 37 sezonów w Segunda División
- 12 sezonów w Segunda División B
- 13 sezonów w Tercera División

## Reprezentanci krajów grający w klubie
- Mladen Mladenović
- Sergio Barila
- Juan Epitié
- Juvenal Edjogo-Owono
- José Luis Rondo
- Pichi Alonso
- José Araquistáin
- Vicente del Bosque
- Santiago Cañizares
- Miguel De Andres
- Roberto Fernández
- Fernando Gómez
- Gaizka Mendieta
- Enrique Saura
- Mutiu Adepoju
- Christopher Ohen
- Nduka Ugbade
- Igor Dobrowolski
- Rade Tosić
- Đorđe Vujkov
- Walter Peletti